# Instituto Social y Pedagógico de Moscú
Instituto Social y Pedagógico de Moscú (en ruso: Московский социально-педагогический институт) es una institución educativa no estatal fundada en 1996.

## Historia
El Instituto fue fundado en 1996 y se ha convertido en una de las principales instituciones no estatales, que está incluida en el TOP-5 de las universidades de Rusia y Moscú, según la agencia de calificación "RAEX-Analytics".

### Comienzo de la historia y actividades.
Una institución educativa capacita: maestros, psicólogos, logopedas, funcionarios del ejecutivo, órganos de control y estructuras legislativas, trabajadores sociales en programas de pregrado y posgrado..
El Instituto es miembro del Consorcio de universidades orientadas al valor “Plaza Nueva”, creado con el apoyo del patriarca Kirill de Moscú y toda Rusia, y el Consorcio de universidades no estatales para el trabajo educativo militar-patriótico y militar-conmemorativo entre los jóvenes "Memoria más fuerte que las armas", trabajando junto con el Departamento del Ministerio de Defensa de la Federación Rusa para perpetuar la memoria de los que murieron defendiendo la Patria.
Galardonado con el premio público "100 mejores universidades rusas".
En marzo de 2021 se inauguró el Colegio Social y Pedagógico sobre la base del instituto.

## Direcciones
Se han preparado y se están implementando en el instituto alrededor de 30 programas de educación profesional adicionales, incluidos los únicos: "Consejería subjetiva transmodal", "Neurodefectología", "Consejería psicológica y arteterapia", "Terapia del habla ritmo con elementos de un enfoque neuropsicológico".

## Gestión
En la institución, desde su apertura, el rector es Dmitry Alekseevich Melnikov.

## Estructura

### facultades
⦁ Facultad de Pedagogía Correccional
⦁ Facultad de Psicología Especial
⦁ Facultad "Psicología práctica"
⦁ Facultad de Administración Estatal y Municipal

## Rectores
Dmitry Alekseevich Melnikov (nacido el 16 de julio de 1960) es una rector.

## La cooperación internacional
La institución educativa tiene acuerdos de cooperación con más de 20 universidades en Bielorrusia, Bulgaria, Hungría, Bosnia y Herzegovina, Macedonia, Serbia.